# Longemaison
Longemaison est une commune française située dans le département du Doubs, la région culturelle et historique de Franche-Comté et la région administrative Bourgogne-Franche-Comté.
Les habitants de Longemaison sont appelés les Longemaisonais et Longemaisonaises.

## Géographie

### Toponymie
La Longue Maison en 1740 ; Longemaison depuis 1790.
Longemaison dispose d'une situation privilégiée entre Pontarlier, Orchamps-Vennes, Valdahon et Morteau. De plus, le village montre son aptitude aux sports d'hiver grâce à la station des Clochettes, sur la D132, à poney sur Longemaison et Gilley, et grâce à un réseau de ski de fond développé. La commune est très étirée en longueur du fait de son ancienne appartenance à Avoudrey, et le village et la gare se situent au pied du mont Chaumont. Par ailleurs, le village a de nombreux lieux-dits disséminés sur le côté nord de la crête, et certains, malgré le fait qu'ils appartiennent à d'autres communes ne sont reliés directement qu'à Longemaison (les Estaffiers par exemple).

### Climat
Pour des articles plus généraux, voir Climat de la Bourgogne-Franche-Comté et Climat du Doubs.
En 2010, le climat de la commune est de type climat de montagne, selon une étude du Centre national de la recherche scientifique s'appuyant sur une série de données couvrant la période 1971-2000. En 2020, Météo-France publie une typologie des climats de la France métropolitaine dans laquelle la commune est exposée à un climat de montagne ou de marges de montagne et est dans la région climatique  Jura, caractérisée par une forte pluviométrie en toutes saisons (1 000 à 1 500 mm/an), des hivers rigoureux et un ensoleillement médiocre.
Pour la période 1971-2000, la température annuelle moyenne est de 7,4 °C, avec une amplitude thermique annuelle de 16,5 °C. Le cumul annuel moyen de précipitations est de 1 577 mm, avec 13,3 jours de précipitations en janvier et 11,3 jours en juillet. Pour la période 1991-2020, la température moyenne annuelle observée sur la station météorologique de Météo-France la plus proche, « Épenoy », sur la commune d'Épenoy à 9 km à vol d'oiseau, est de 9,2 °C et le cumul annuel moyen de précipitations est de 1 363,0 mm. 
La température maximale relevée sur cette station est de 36,4 °C, atteinte le 7 août 2003 ; la température minimale est de −18,8 °C, atteinte le 5 février 2012,,.
Les paramètres climatiques de la commune ont été estimés pour le milieu du siècle (2041-2070) selon différents scénarios d'émission de gaz à effet de serre à partir des nouvelles projections climatiques de référence DRIAS-2020. Ils sont consultables sur un site dédié publié par Météo-France en novembre 2022.

## Urbanisme

### Typologie
Au 1er janvier 2024, Longemaison est catégorisée commune rurale à habitat très dispersé, selon la nouvelle grille communale de densité à 7 niveaux définie par l'Insee en 2022.
Elle est située hors unité urbaine et hors attraction des villes,.

### Occupation des sols
L'occupation des sols de la commune, telle qu'elle ressort de la base de données européenne d’occupation biophysique des sols Corine Land Cover (CLC), est marquée par l'importance des territoires agricoles (61,4 % en 2018), en augmentation par rapport à 1990 (59 %). La répartition détaillée en 2018 est la suivante : 
prairies (43,9 %), forêts (38,6 %), zones agricoles hétérogènes (17,5 %). L'évolution de l’occupation des sols de la commune et de ses infrastructures peut être observée sur les différentes représentations cartographiques du territoire : la carte de Cassini (XVIIIe siècle), la carte d'état-major (1820-1866) et les cartes ou photos aériennes de l'IGN pour la période actuelle (1950 à aujourd'hui).

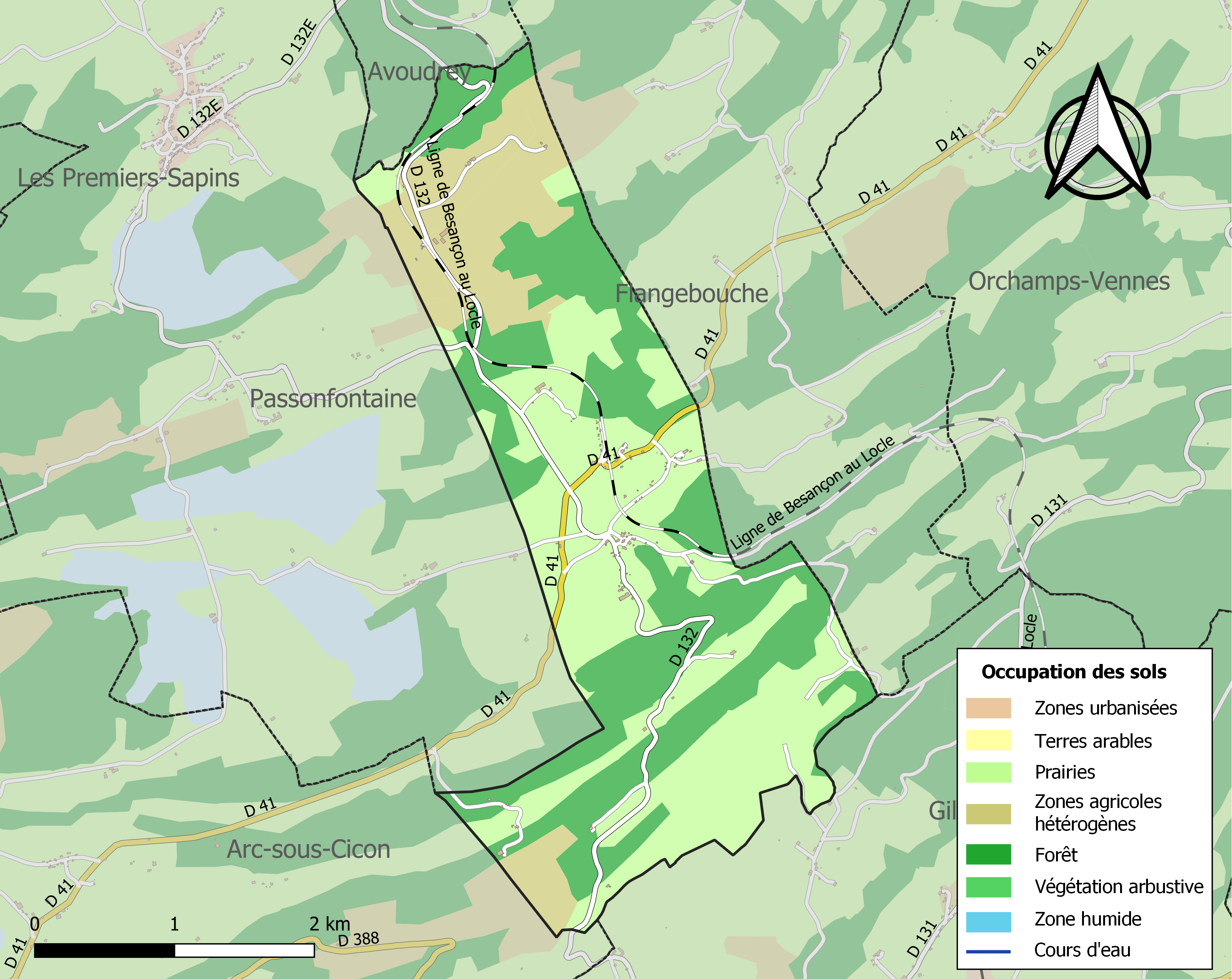
Carte des infrastructures et de l'occupation des sols de la commune en 2018 (CLC).

## Politique et administration
| Période                                  | Période                   | Identité                                         | Étiquette | Qualité                    |
| ---------------------------------------- | ------------------------- | ------------------------------------------------ | --------- | -------------------------- |
| avant 1988                               | ?                         | Auguste Barrand                                  |           |                            |
| mars 2001                                | En cours (au 31 mai 2020) | Claude Brisebard, Réélu pour le mandat 2020-2026 | DVD       | Retraité Fonction publique |
| Les données manquantes sont à compléter. |                           |                                                  |           |                            |

## Démographie
L'évolution du nombre d'habitants est connue à travers les recensements de la population effectués dans la commune depuis 1793. Pour les communes de moins de 10 000 habitants, une enquête de recensement portant sur toute la population est réalisée tous les cinq ans, les populations de référence des années intermédiaires étant quant à elles estimées par interpolation ou extrapolation. Pour la commune, le premier recensement exhaustif entrant dans le cadre du nouveau dispositif a été réalisé en 2006.

En 2022, la commune comptait 163 habitants, en évolution de +6,54 % par rapport à 2016 (Doubs : +1,88 %, France hors Mayotte : +2,11 %).
| 1793 | 1800 | 1806 | 1821 | 1831 | 1836 | 1841 | 1846 | 1851 |
| ---- | ---- | ---- | ---- | ---- | ---- | ---- | ---- | ---- |
| 205  | 192  | 199  | 178  | 155  | 221  | 242  | 221  | 232  |

| 1856 | 1861 | 1866 | 1872 | 1876 | 1881 | 1886 | 1891 | 1896 |
| ---- | ---- | ---- | ---- | ---- | ---- | ---- | ---- | ---- |
| 252  | 243  | 234  | 195  | 223  | 304  | 247  | 223  | 224  |

| 1901 | 1906 | 1911 | 1921 | 1926 | 1931 | 1936 | 1946 | 1954 |
| ---- | ---- | ---- | ---- | ---- | ---- | ---- | ---- | ---- |
| 195  | 211  | 231  | 264  | 261  | 242  | 298  | 310  | 244  |

| 1962 | 1968 | 1975 | 1982 | 1990 | 1999 | 2006 | 2011 | 2016 |
| ---- | ---- | ---- | ---- | ---- | ---- | ---- | ---- | ---- |
| 187  | 191  | 140  | 116  | 112  | 121  | 130  | 137  | 153  |

| 2021 | 2022 | - | - | - | - | - | - | - |
| ---- | ---- | - | - | - | - | - | - | - |
| 164  | 163  | - | - | - | - | - | - | - |

## Culture locale et patrimoine

### Lieux et monuments
- L'église de l'Immaculée-Conception construite à la place d'une ancienne chapelle.
- La gare de Longemaison, ouverte en 1884, fermée en 1999.
- La fontaine-abreuvoir.

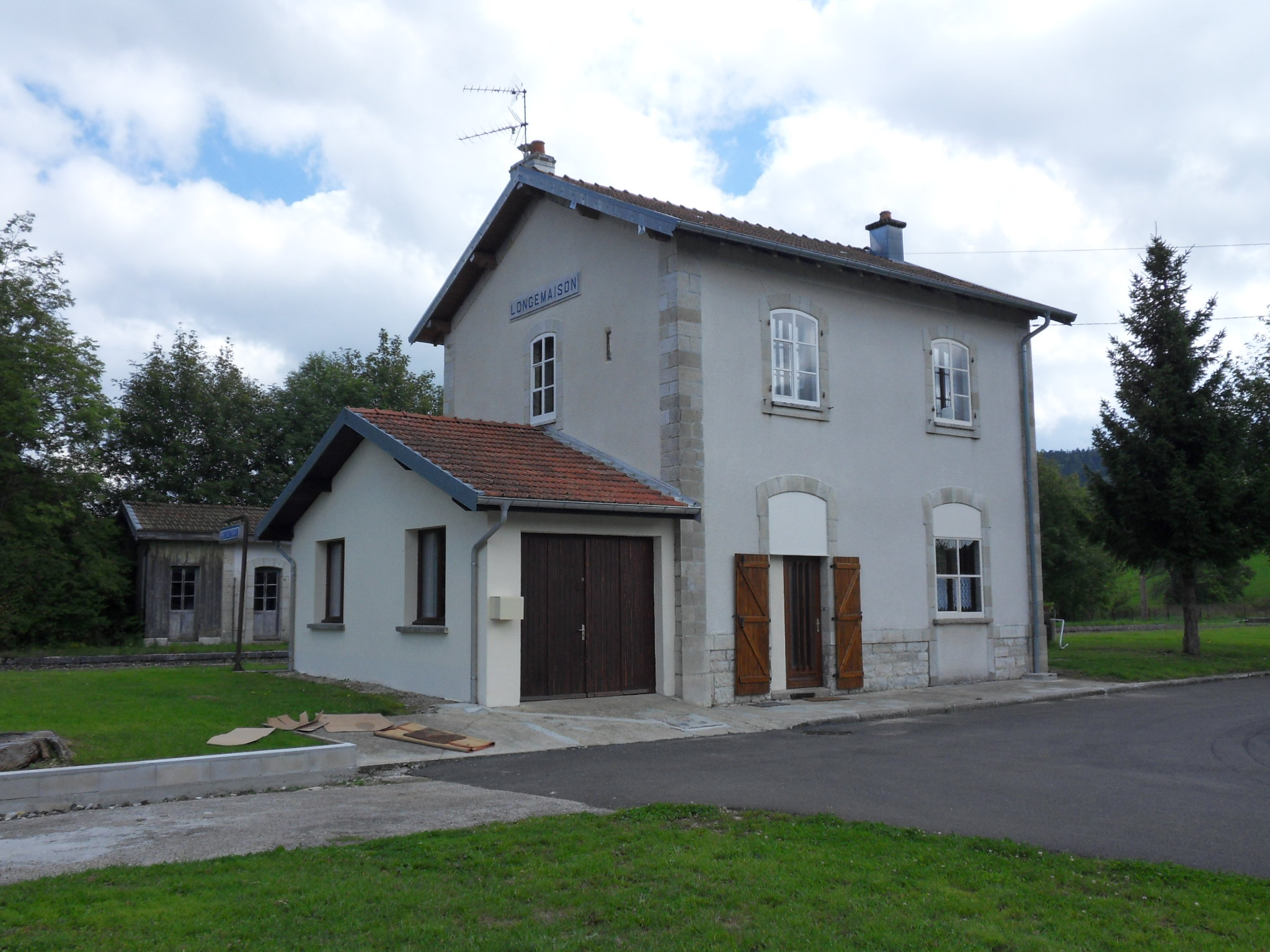
L'ancienne gare.Le Bâtiment voyageurs côté cour.
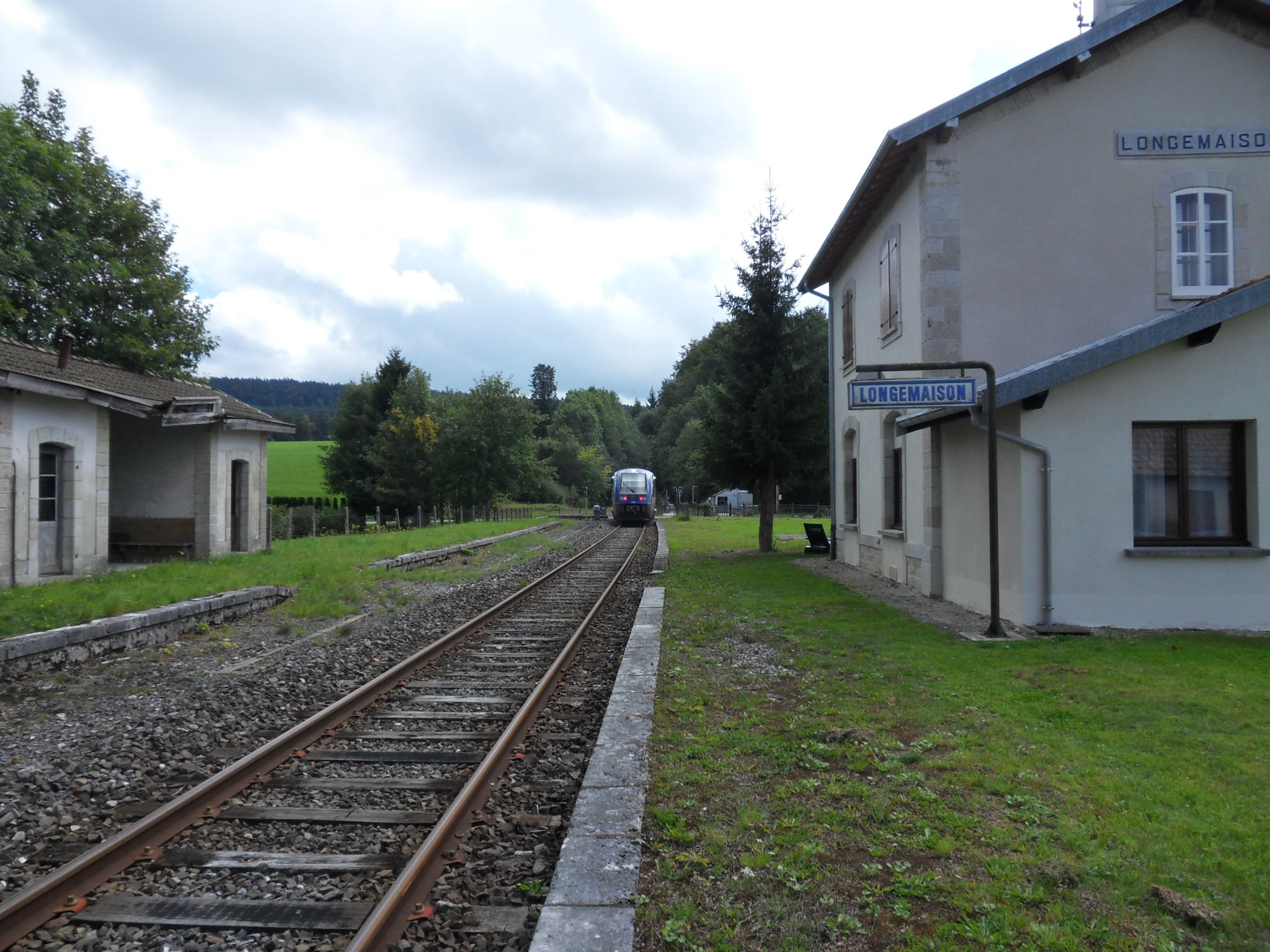
L'ancienne gare.Le Bâtiment voyageurs côté voie unique.
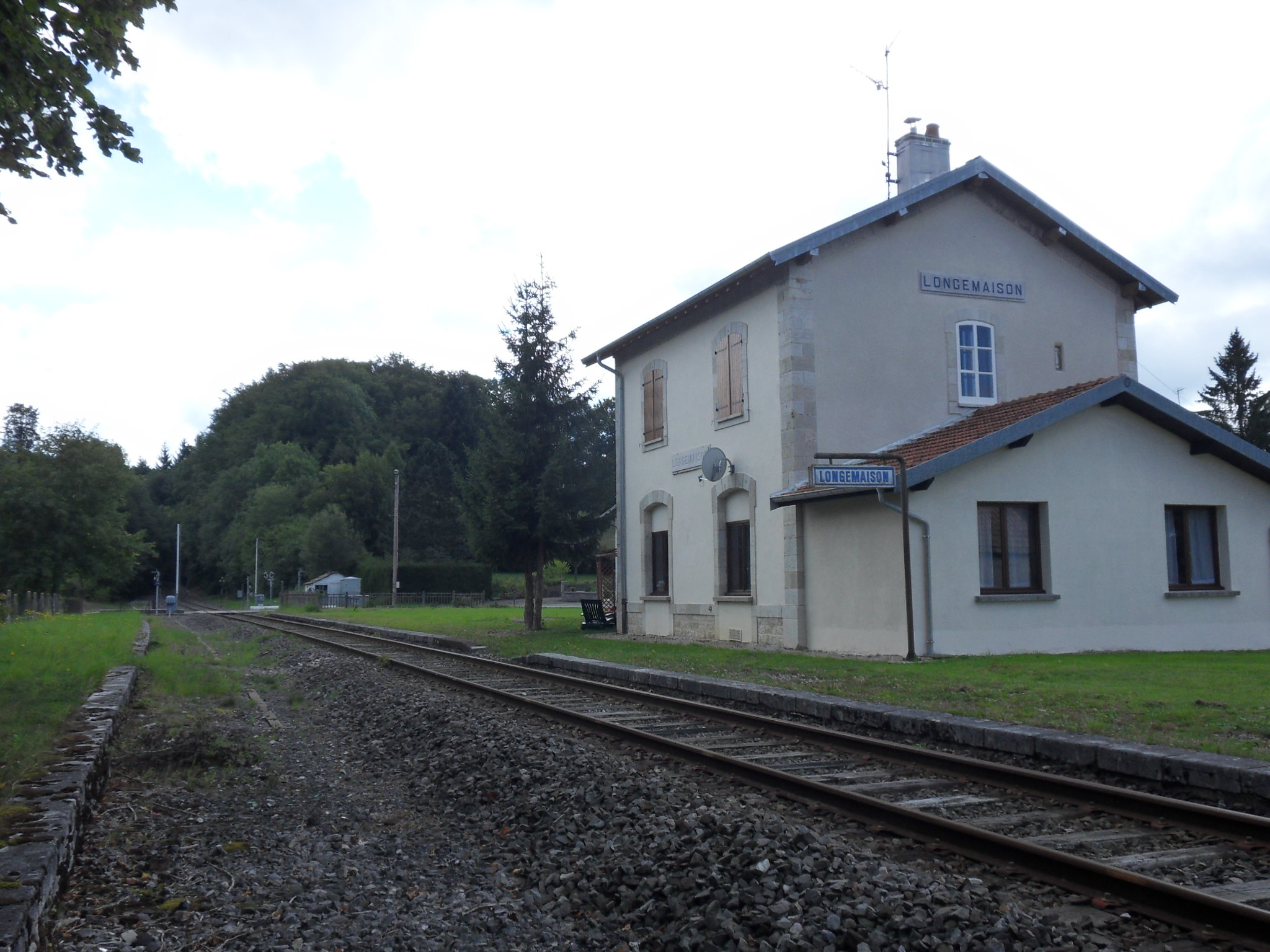
L'ancienne gare.Le Bâtiment voyageurs côté voie unique.
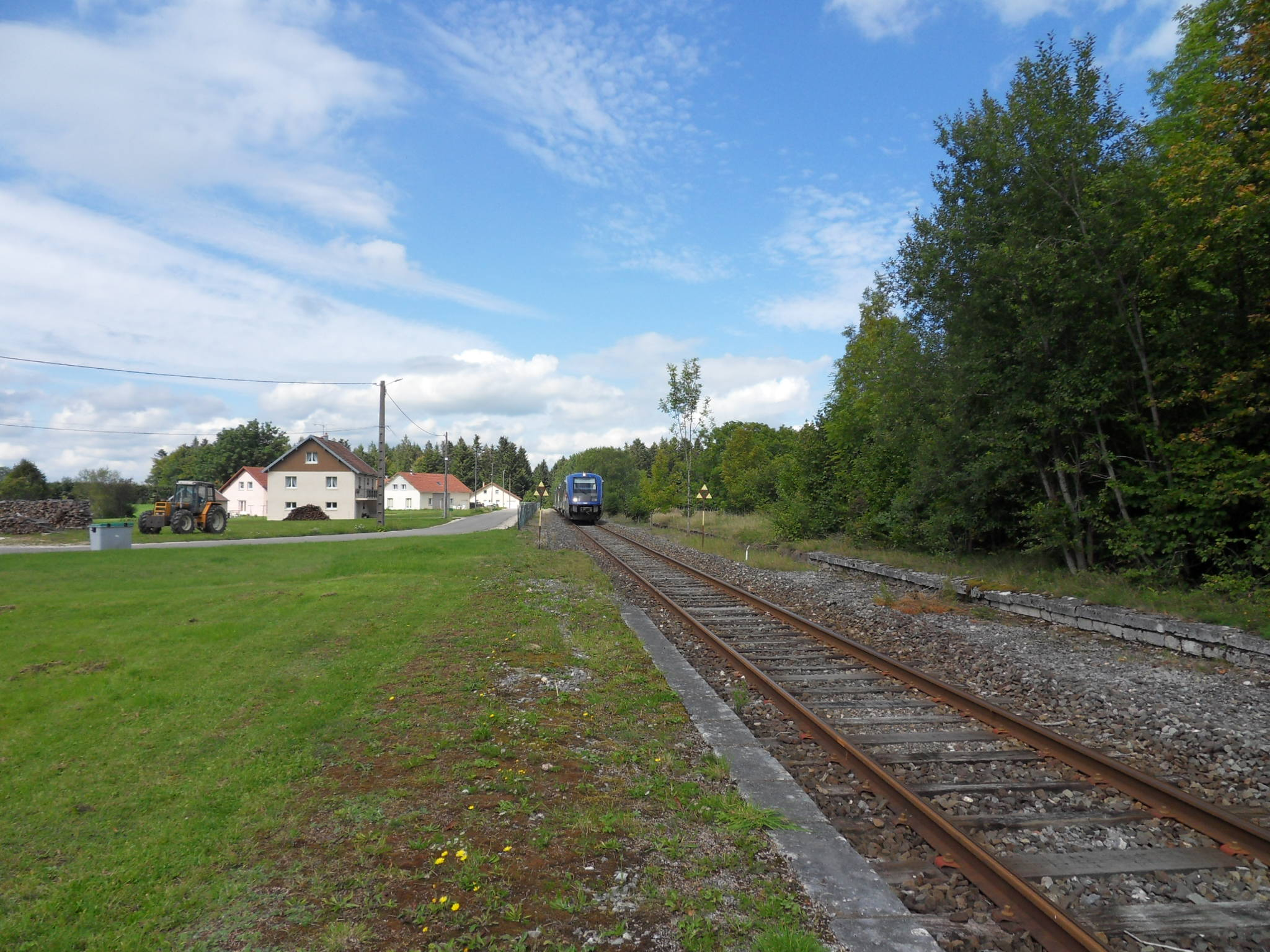
L'ancienne gare.Un TER se dirigeant vers Morteau en approche.
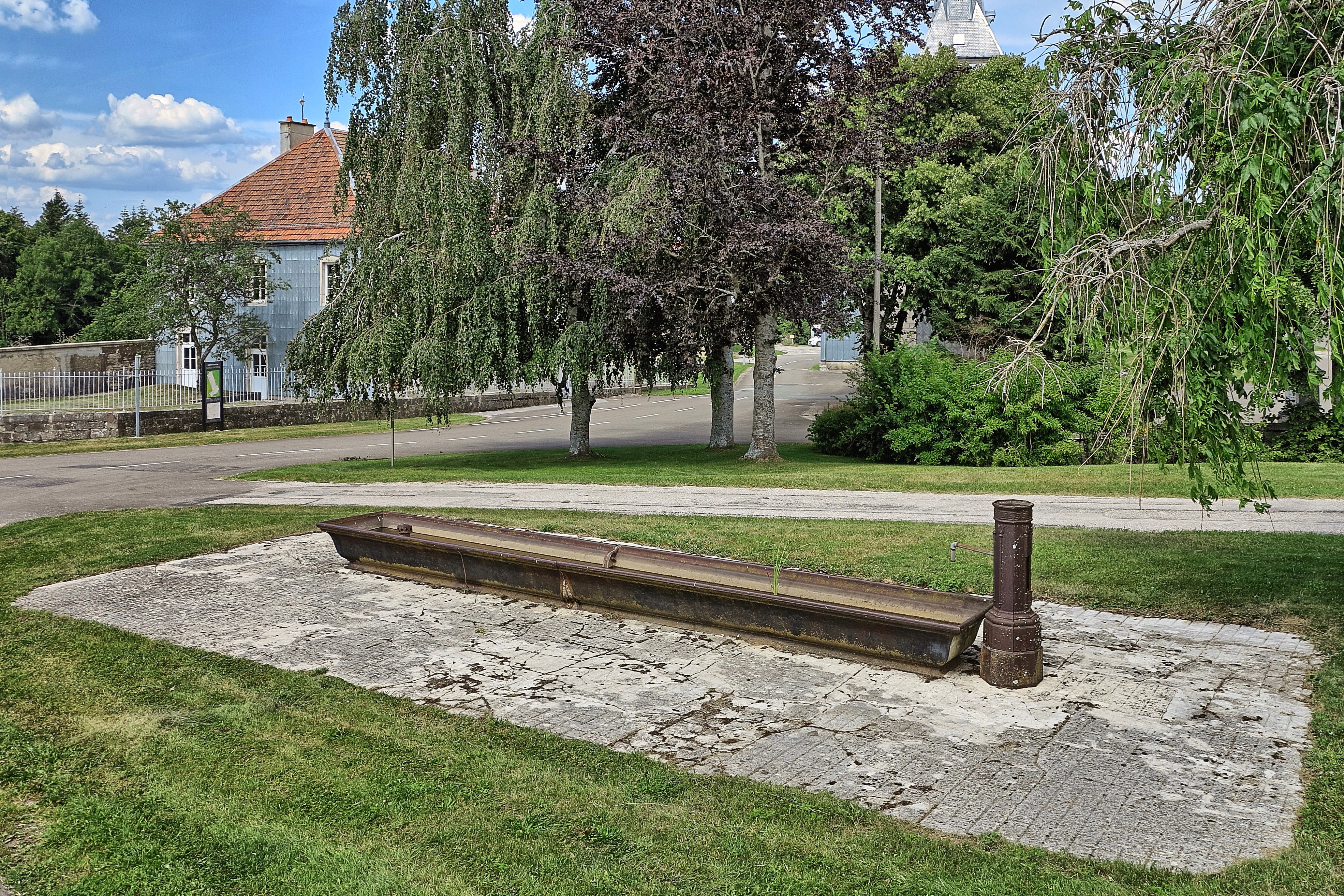
La fontaine-abreuvoir.

### Personnalités liées à la commune
- Léonie Duquet (1916 - 1977), religieuse française arrêtée, torturée et assassinée durant la Dictature militaire en Argentine (1976-1983)